# The anniversary box
The anniversary box is een verzamelalbum uit 2008 van de Nederlandse symfonische rockgroep Kayak. Het album bevatte vier cd's en een dvd en zat in een luxe verpakking. Bijzonderheid aan deze box is dat de laatste twee compact discs verzameld werden uit een selectie die aangedragen werd door de fans. Een soberder uitgave verscheen onder de titel The anniversary concert, zonder de fandiscs.

## Musici
De musici verschillen per track

## Tracklist
| Nr. | Titel                    | Duur |
| --- | ------------------------ | ---- |
| 1.  | Alienation               |      |
| 2.  | Time stand still         |      |
| 3.  | Man in the cocoon        |      |
| 4.  | Merlin                   |      |
| 5.  | When the seer looks away |      |
| 6.  | Niniane                  |      |
| 7.  | Freezing                 |      |
| 8.  | Sad state of affairs     |      |
| 9.  | Medea                    |      |
| 10. | Behind the firelight     |      |
| 11. | Hold me forever          |      |
| 12. | Only you and I know      |      |
| 13. | Where do we go from here |      |

| Nr. | Titel                                                   | Duur |
| --- | ------------------------------------------------------- | ---- |
| 1.  | Medley met Lyrics, Wintertime, Mammoth, See see the sun |      |
| 2.  | Irene                                                   |      |
| 3.  | Close to the fire                                       |      |
| 4.  | Undecided                                               |      |
| 5.  | Coming up for air                                       |      |
| 6.  | Celestial science                                       |      |
| 7.  | Pagan’s paradise                                        |      |
| 8.  | Settle down                                             |      |
| 9.  | Flying squadron                                         |      |
| 10. | Act of despair                                          |      |
| 11. | Starlight dancer                                        |      |
| 12. | Chance for a lifetime                                   |      |
| 13. | Sad to say farewell                                     |      |
| 14. | Selfmade castle                                         |      |
| 15. | Ruthless Queen                                          |      |

| Nr. | Titel                                                   | Duur |
| --- | ------------------------------------------------------- | ---- |
| 1.  | Alienation                                              |      |
| 2.  | Time stand still                                        |      |
| 3.  | Merlin                                                  |      |
| 5.  | When the seer looks away                                |      |
| 6.  | Freezing                                                |      |
| 7.  | Medley met Lyrics, Wintertime, Mammoth, See see the sun |      |
| 8.  | Irene                                                   |      |
| 9.  | Close to the fire                                       |      |
| 10. | Undecided                                               |      |
| 11. | Pagan’s paradise                                        |      |
| 12. | Act of despair                                          |      |
| 13. | Chance of a lifetime                                    |      |
| 14. | Selfmade castle                                         |      |
| 15. | Ruthless Queen                                          |      |

| Nr. | Titel                        | Duur |
| --- | ---------------------------- | ---- |
| 1.  | See see the sun              |      |
| 2.  | Lovely Luna                  |      |
| 3.  | They get to know me          |      |
| 4.  | Mountain too rough           |      |
| 5.  | If This Is Your Welcome      |      |
| 6.  | Life of gold                 |      |
| 7.  | Still my heart cries for you |      |
| 8.  | Relics from a distant age    |      |
| 9.  | Daughter or son              |      |
| 10. | Phantom of the night         |      |
| 11. | Daphne                       |      |
| 12. | Anne                         |      |
| 13. | Lost blue of Chartres        |      |
| 14. | Love's aglow                 |      |

| Nr. | Titel                                             | Duur |
| --- | ------------------------------------------------- | ---- |
| 1.  | Frozen Ffame                                      |      |
| 2.  | Forever                                           |      |
| 3.  | Icarus                                            |      |
| 4.  | Tradition                                         |      |
| 5.  | Avalon                                            |      |
| 6.  | The last battle                                   |      |
| 7.  | Friend of the stars                               |      |
| 8.  | When hearts grow cold (Live)                      |      |
| 9.  | Broken white                                      |      |
| 10. | Cried for love (was alleen in Japan verkrijgbaar) |      |
| 11. | Love lies (idem)                                  |      |
| 12. | Never before (idem)                               |      |
| 13. | Dear lover (nooit eerder uitgegeven)              |      |